# Rain Dogs
Az 1985-ös Rain Dogs Tom Waits kilencedik nagylemeze. Egy laza koncepcióalbum New York "városi kisemmizettjéről". Általában egy trilógia középső tagjának tartják, amely tartalmazza még a Swordfishtrombonest és a Franks Wild Years-t.
Az album zenei műfajok és stílusok széles skálájáról ismert. A brit albumlistán a 29. helyig jutott, a Billboard 200-on a 188. helyet érte el. 1989-ben 21. lett a Rolling Stone az 1980-as évek 100 legjobb albuma listáján. 2003-ban a Minden idők 500 legjobb albuma listán a 397. helyet foglalta el, 2020-ban pedig a 357-et. Szerepel az 1001 lemez, amit hallanod kell, mielőtt meghalsz című könyvben.

## Az album dalai
| 1. | Singapore               | Tom Waits               | 2:46 |
| 2. | Clap Hands              | Waits                   | 3:47 |
| 3. | Cemetery Polka          | Waits                   | 1:51 |
| 4. | Jockey Full of Bourbon  | Waits                   | 2:45 |
| 5. | Tango Till They're Sore | Waits                   | 2:49 |
| 6. | Big Black Mariah        | Waits                   | 2:44 |
| 7. | Diamonds & Gold         | Waits                   | 2:31 |
| 8. | Hang Down Your Head     | Kathleen Brennan, Waits | 2:32 |
| 9. | Time                    | Waits                   | 3:55 |

| 1.  | Rain Dogs                          | Waits | 2:56 |
| 2.  | Midtown (instrumentális)           | Waits | 1:00 |
| 3.  | 9th & Hennepin                     | Waits | 1:58 |
| 4.  | Gun Street Girl                    | Waits | 4:37 |
| 5.  | Union Square                       | Waits | 2:24 |
| 6.  | Blind Love                         | Waits | 4:18 |
| 7.  | Walking Spanish                    | Waits | 3:05 |
| 8.  | Downtown Train                     | Waits | 3:53 |
| 9.  | Bride of Rain Dog (instrumentális) | Waits | 1:07 |
| 10. | Anywhere I Lay My Head             | Waits | 2:48 |

## Közreműködők
- Tom Waits – ének (1–10, 12–17, 19), gitár (2, 4, 6, 8–10, 15–17), Farfisa orgona (3, 19), zongora (5, 12), orgona (8), bendzsó (13), harmónium (18)
- Michael Blair – ütőhangszerek (1–4, 7, 8, 13, 17), marimba (2, 7, 10, 12), konga (4), dob (8, 14, 18), fém ütőhangszerek (12), fűrész (12), parádédob (19)
- Stephen Taylor Arvizu Hodges – dob (1, 2, 4, 6, 10, 11, 15, 16), parádédob (3)
- Larry Taylor – nagybőgő (1, 3, 4, 6, 8-10, 15), basszusgitár (7, 11, 14, 16)
- Marc Ribot – gitár (1-4, 7, 8), szólógitár (10)
- Chris Spedding – gitár (1)
- Hollywood Paul Litteral – trombita (1, 11, 19)
- Tony Garnier – nagybőgő (2)
- Bobby Previte – ütőhangszerek (2), marimba (2)
- William Schimmel – tangóharmonika (3, 9, 10)
- Bob Funk – harsona (3, 5, 10, 11, 19)
- Ralph Carney – baritonszaxofon (4, 14), szaxofon (11, 18), klarinét (12)
- Greg Cohen – nagybőgő (5, 12, 13)
- Keith Richards – gitár (6, 14, 15), háttérvokál (15)
- Robert Musso – bendzsó (7)
- Arno Hecht – tenorszaxofon (11, 19)
- Crispin Cioe – szaxofon (11, 19)
- Robert Quine – gitár (15, 17)
- Ross Levinson – hegedű (15)
- John Lurie – altszaxofon (16)
- G.E. Smith – gitár (17)
- Mickey Curry – dob (17)
- Tony Levin – basszusgitár (17)
- Robert Kilgore – orgona (17)

## Fordítás
- Ez a szócikk részben vagy egészben a Rain Dogs című angol Wikipédia-szócikk ezen változatának fordításán alapul.  Az eredeti cikk szerkesztőit annak laptörténete sorolja fel. Ez a jelzés csupán a megfogalmazás eredetét és a szerzői jogokat jelzi, nem szolgál a cikkben szereplő információk forrásmegjelöléseként.